# FC Zbrojovka Brno 2010/2011
Tento článek se podrobně zabývá soupiskou a statistikami týmu FC Zbrojovka Brno v sezoně 2010/2011.

## Důležité momenty sezony
- 15. místo v konečné ligové tabulce
- Čtvrtfinále národního poháru

## Statistiky hráčů
- zahrnující ligu, evropské poháry a závěrečné boje národního poháru (osmifinále a výše)

| Pozice | Jméno              | Zápasy | Národnost |                     |
| B      | Tomáš Bureš        | 15     | Česko     |                     |
| B      | Lukáš Krbeček      | 6      | Česko     |                     |
| B      | Martin Lejsal      | 11     | Česko     |                     |
| Pozice | Jméno              | Zápasy | Góly      | Národnost           |
| O      | Vladica Brdarovski | 3      | 0         | Makedonie           |
| O      | Radek Buchta       | 1      | 0         | Česko               |
| O      | Jakub Červinek     | 3      | 0         | Česko               |
| O      | Petr Čoupek        | 3      | 0         | Česko               |
| O      | František Dřížďal  | 8      | 0         | Česko               |
| O      | Josef Dvorník      | 2      | 0         | Česko               |
| O      | Martin Hudec       | 9      | 0         | Česko               |
| O      | Martin Husár       | 27     | 0         | Slovensko           |
| O      | Martin Jílek       | 6      | 0         | Česko               |
| O      | Zdravko Kovačević  | 1      | 0         | Srbsko              |
| O      | Marco Migliorini   | 6      | 0         | Itálie              |
| O      | Stefan Mitrović    | 8      | 0         | Srbsko              |
| O      | Matijas Pejić      | 5      | 0         | Bosna a Hercegovina |
| O      | Luděk Pernica      | 9      | 1         | Česko               |
| O      | Jan Trousil        | 16     | 0         | Česko               |
| Z      | Tomáš Borek        | 13     | 0         | Česko               |
| Z      | Richard Dostálek   | 27     | 5         | Česko               |
| Z      | Zdeněk Folprecht   | 7      | 0         | Česko               |
| Z      | Josef Hamouz       | 18     | 0         | Česko               |
| Z      | Filip Chlup        | 4      | 0         | Česko               |
| Z      | Jan Kalabiška      | 29     | 3         | Česko               |
| Z      | Luboš Košulič      | 1      | 0         | Česko               |
| Z      | Lukáš Křeček       | 5      | 0         | Česko               |
| Z      | Martin Maroši      | 1      | 0         | Slovensko           |
| Z      | Lukáš Matyska      | 4      | 0         | Česko               |
| Z      | Tomáš Michálek     | 13     | 4         | Česko               |
| Z      | Lukáš Michna       | 2      | 0         | Česko               |
| Z      | Tomáš Okleštěk     | 5      | 0         | Česko               |
| Z      | David Pašek        | 7      | 0         | Česko               |
| Z      | Tomáš Polách       | 15     | 2         | Česko               |
| Z      | Daniel Přerovský   | 9      | 0         | Česko               |
| Z      | Filip Rýdel        | 22     | 3         | Česko               |
| Z      | Dominik Simerský   | 20     | 2         | Česko               |
| Z      | Marek Střeštík     | 22     | 3         | Česko               |
| Ú      | Tomáš Došek        | 22     | 5         | Česko               |
| Ú      | Andrej Hodek       | 15     | 1         | Slovensko           |
| Ú      | Michael Rabušic    | 25     | 1         | Česko               |
| Ú      | Rostislav Šamánek  | 11     | 1         | Česko               |
| Ú      | Róbert Valenta     | 10     | 2         | Slovensko           |

- hráči A-týmu bez jediného startu: Martin Doležal, Martin Polaček, Juraj Križko, David Cupák, Lamine Fall, David Jukl, Elton Lira, Martin Sus, Jan Urban, Zbyněk Pospěch, Josef Šural
- trenéři: Karel Večeřa, René Wagner
- asistenti: Petr Čuhel, Milan Duhan, Josef Hron

## Zápasy

### Gambrinus liga
- 1. a 30. kolo: FK Baumit Jablonec - FC Zbrojovka Brno (1:0, 4:3)
- 2. a 16. kolo: FC Zbrojovka Brno - FK Ústí nad Labem (1:3, 3:2)
- 3. a 17. kolo: FC Baník Ostrava - FC Zbrojovka Brno (3:0, 2:0)
- 4. a 18. kolo: FC Zbrojovka Brno - SK Slavia Praha (2:3, 1:1)
- 5. a 19. kolo: FC Zbrojovka Brno - FK Mladá Boleslav (3:1, 0:5)
- 6. a 20. kolo: SK Sigma Olomouc - FC Zbrojovka Brno (3:0, 0:2)
- 7. a 21. kolo: FC Zbrojovka Brno - AC Sparta Praha (0:5, 0:2)
- 8. a 22. kolo: FK Teplice - FC Zbrojovka Brno (1:2, 1:0)
- 9. a 23. kolo: FC Zbrojovka Brno - Bohemians 1905 (1:0, 1:2)
- 10. a 24. kolo: FC Slovan Liberec - FC Zbrojovka Brno (3:1, 1:0)
- 11. a 25. kolo: FC Zbrojovka Brno - FC Hradec Králové (1:2, 0:1)
- 12. a 26. kolo: FC Viktoria Plzeň - FC Zbrojovka Brno (4:1, 1:1)
- 13. a 27. kolo: FC Zbrojovka Brno - 1. FC Slovácko (7:0, 2:0)
- 14. a 28. kolo: SK Dynamo České Budějovice - FC Zbrojovka Brno (1:0, 1:1)
- 15. a 29. kolo: FC Zbrojovka Brno - 1. FK Příbram (0:1, 0:1)

### Národní pohár
- 2. kolo: FC Slovan Rosice - FC Zbrojovka Brno (1:2)
- 3. kolo: Sokol Ovčáry - FC Zbrojovka Brno (2:3p)
- Osmifinále: MFK OKD Karviná - FC Zbrojovka Brno (2:0, 0:4)
- Čtvrtfinále: FC Zbrojovka Brno - SK Hanácká Slavia Kroměříž (1:2, 0:1)

## Klubová nej sezony
- Nejlepší střelec - Richard Dostálek a Tomáš Došek, 5 branek
- Nejvíce startů - Jan Kalabiška, 29 zápasů
- Nejvyšší výhra - 7:0 nad Slováckem
- Nejvyšší prohra - 0:5 se Spartou a Mladou Boleslaví
- Nejvyšší domácí návštěva - 5 284 na utkání se Spartou
- Nejnižší domácí návštěva - 515 na utkání s Kroměříží